# 2013年津巴布韦大选
2013年津巴布韦大选於2013年7月31日举行，結果由執政33年的現任總統羅伯·穆加比再度當選辛巴威總統，而其所屬的政黨辛巴威非洲民族聯盟—愛國陣線則在國會眾議院獲得三分之二以上的議席。反對派在結果宣布前已指責選舉舞弊，要求重選，又表明會循法律途徑推翻選舉結果。

## 背景
2013年3月，津巴布韦通过公民投票的形式对新宪法举行投票表决；5月22日，总统罗伯特·穆加贝签署生效。5月31日津巴布韦最高法院裁定，穆加贝总统应该尽快设定一个日期，总统和议会选举必须在7月31日举行，法院随后以程序的形式执行。根据新宪法，总统选举的获胜者将有五年总统任期。

## 候选人
- 杜米索·达本古瓦，津巴布韦非洲民族联盟[7]，曾任内政部长[8]。
- 罗伯特·穆加贝，津巴布韦非洲民族联盟—爱国阵线[9]。
- 摩根·茨万吉拉伊，爭取民主變革運動—茨萬吉拉伊派，曾任总理[10]。
- 韦尔什曼·恩库贝，争取民主变革运动—库比，曾任津巴布韦的工商部部长[11]。